# Elodina tongura
Elodina tongura är en fjärilsart som beskrevs av Tindale 1923. Elodina tongura ingår i släktet Elodina och familjen vitfjärilar. Inga underarter finns listade i Catalogue of Life.